# Велькополе (Красноставський повіт)
Велькополе (пол. Wielkopole) — село в Польщі, у гміні Гошкув Красноставського повіту Люблінського воєводства.
Населення — 211 осіб (2011).
У 1975-1998 роках село належало до Замойського воєводства.

## Демографія
Демографічна структура станом на 31 березня 2011 року:
|          | Загалом | Допрацездатний вік | Працездатний вік | Постпрацездатний вік |
| -------- | ------- | ------------------ | ---------------- | -------------------- |
| Чоловіки | 102     | 12                 | 72               | 18                   |
| Жінки    | 109     | 12                 | 64               | 33                   |
| Разом    | 211     | 24                 | 136              | 51                   |